# Gardner Minshew
(en) Statistiques sur pro-football-reference
Gardner Flint Minshew II, né le 16 mai 1996 à Flowood (Mississippi), est un sportif professionnel américain de football américain jouant au poste de quarterback dans la National Football League (NFL) depuis la saison 2010, et pour la franchise des Chiefs de Kansas City depuis la saison 2025.
Au niveau universitaire, il a joué en NJCAA pour le Northwest Mississippi Community College (en) (2015) et en NCAA Division I FBS pour les Pirates d'East Carolina (2016–2017) et les Cougars de l'université d'État de Washington (2018). Au terme de la saison 2018, il est désigné meilleur joueur offensif et sélectionné dans la première équipe de la Pacific-12 Conference tout en se voyant décerné le Johnny Unitas Golden Arm Award.
Sélectionné en 178e choix global lors du sixième tour de la draft 2019 par les Jaguars de Jacksonville, il est amené à remplacer le quarterback titulaire Nick Foles après la blessure de celui-ci en 2019. Après deux saisons, il est échangé aux Eagles de Philadelphie, où il reste deux saisons (2021-2022). Agent libre, il signe en 2023 avec les Colts d'Indianapolis, en 2024 avec les Raiders de Las Vegas et en 2025 avec les Chiefs de Kansas City.

## Biographie

### Carrière universitaire
En 2015, il rejoint le Northwest Mississippi Community College, un collège communautaire à Senatobia.
Il passe l'année suivante chez les Pirates de l'université de l'Est de la Caroline. Après deux saisons, il intègre l'Université d'État de Washington et joue pour l'équipe des Cougars. Titulaire pour la totalité des matchs, il s'illustre en lançant pour 4 776 yards et en inscrivant 38 touchdowns à la passe. Il aide également les Cougars à remporter l'Alamo Bowl face aux Cyclones d'Iowa State. Il est nommé MVP offensif à l'issue de ce match.
À l'issue de la saison, il se voit décerner le titre de meilleur joueur offensif de la Pacific-12 Conference et remporte le Johnny Unitas Golden Arm Award remis au meilleur quarterback senior. Il termine cinquième dans les votes pour le Trophée Heisman remis au meilleur joueur NCAA de football américain.

### Carrière professionnelle

#### Draft
Il est sélectionné par la franchise des Jaguars de Jacksonville en tant que 178e choix global lors du sixième tour de la draft 2019 de la NFL. Il est le dixième quarterback choisi dans cette draft.

#### Jaguars de Jacksonville (2020-2021)
Il est désigné remplaçant du quarterback Nick Foles en début de saison 2019. Lors du premier match du calendrier face aux Chiefs de Kansas City, il est amené à remplacer Foles blessé à l'épaule. Malgré la défaite de 40 à 26, il réussit 22 passes sur 25 tentées, gagnant 275 yards et inscrivant 2 touchdowns malgré une interception. La blessure de Foles se révélant finalement être une fracture de la clavicule, Minshew est désigné quarterback titulaire de la franchise. Il réalise de bonnes performances les matchs suivants et est nommé débutant offensif du mois de septembre dans la ligue. Il est toutefois remis remplaçant après un match difficile contre les Texans en semaine 9, avec deux interceptions et autant de fumbles perdus à l'adversaire, et le retour de blessure de Nick Foles. Après deux matchs sur le banc, il retourne sur le terrain lors de la 13e semaine contre les Buccaneers de Tampa Bay après des contre-performances de Foles. Il est par la suite remis titulaire le match suivant. Titulaire pour le restant de la saison, il termine sa première saison professionnelle avec 3 271 yards à la passe et 21 passes de touchdown contre 6 interceptions en plus d'ajouter 344 yards à la course en 14 parties jouées.
Durant l'intersaison 2020, les Jaguars échangent Nick Foles aux Bears de Chicago, faisant de Minshew le quarterback titulaire incontesté pour le début de la saison 2020. Il commence bien la saison avec une victoire contre les Colts d'Indianapolis, avec 19 de ses 20 passes complétées et 3 passes de touchdown. Les semaines suivantes sont toutefois difficiles pour Minshew et les Jaguars qui sont au cœur d'une série de défaites. Après le match contre les Chargers de Los Angeles en 7e semaine, il révèle avoir subi plusieurs fractures et une élongation ligamentaire au pouce. Il manque 4 parties en raison de sa blessure, et a été remplacé entre-temps par Jake Luton et Mike Glennon. Bien qu'il soit rétabli dès la 13e semaine contre les Vikings du Minnesota, Glennon est maintenu titulaire pour ce match ainsi que la semaine suivante contre les Titans du Tennessee. Il vient néanmoins en relève après des contre-performances de Glennon lors de ce match. Minshew est titularisé pour le match suivant contre les Ravens de Baltimore, mais son équipe perd le match 40 à 14. Glennon est préféré à Minshew comme titulaire pour les deux derniers matchs du calendrier régulier. À la conclusion de la saison, il a joué 9 parties et a lancé pour 2 259 yards avec un ratio de 16 touchdowns à la passe contre 5 interceptions.
Lors du camp d'entraînement en vue de la saison 2021, le nouvel entraîneur principal des Jaguars Urban Meyer annonce une « compétition ouverte » entre Minshew et le premier choix de la draft 2021 Trevor Lawrence pour le poste de titulaire en début de saison. Celle-ci tourne à l'avantage de Lawrence qui est désigné titulaire.

#### Eagles de Philadelphie (2021-2022)

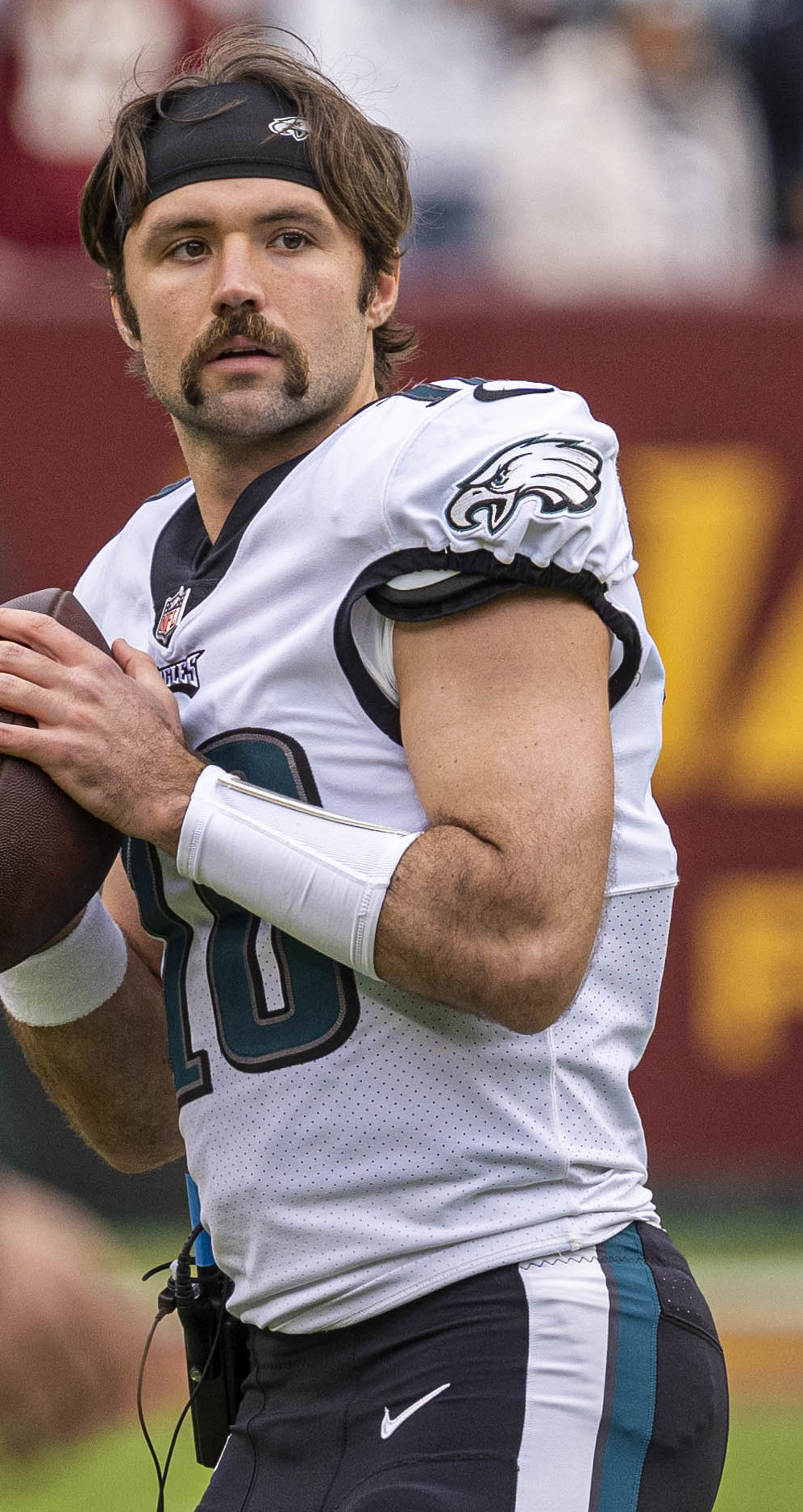
Minshew avec les Eagles en 2022.

Le 28 août 2021, les Jaguars échangent Minshew aux Eagles de Philadelphie contre un choix conditionnel de 6e tour de la draft 2022. Les Eagles de ce fait libèrent leur quarterback Nick Mullens.
Minshew est titularisé pour la première fois en 2021 lors du match contre les Jets en 13e semaine, le quarterback titulaire Jalen Hurts étant blessé à la cheville. Il y réussit 20 des 25 passes tentées pour un gain de 242 yards et deux touchdowns, remportan le match 33 à 18. Au terme de la première mi-temps, il affiche une évaluation de QB parfaite de 158,3 points, égalant Donovan McNabb avec un taux de réussite de 93,3 % à la passe en première mi-temps, le plus élevé pour un quarterback des Eagles en 30 ans. Après ce match, Minshew demande à Nick Sirianni ce qu'il devrait faire pour devenir le quarterback titulaire des Eagles à la place de Hurts, une question que Sirianni a écartée. En réponse, Minshew a déclaré qu'il « ferait tout son possible pour se mettre dans cette position à un moment donné. ». Guéri de sa blessure à la cheville après la semaine de repos des Eagles, Hurts retrouve son poste de titulaire dès la 15e semaine contre la Washington Football Team. Minshew est titularisé pour le dernier match de saison régulière contre les rivaux de Dallas afin de permettre à Hurts de se reposer avant le début de la série éliminatoire. Avec principalement d'autres réservistes sur le terrain, Minshew réussit 19 de ses 33 passes pour 186 yards et deux touchdowns malgré une interception, mais ne peut éviter la défaite 26 à 51.
Minshew commence la saison 2022 en tant que quarterback remplaçant de Hurts. Il fait sa première apparition en match lors de la 8e semaine, remplaçant Hurts pendant les dix dernières minutes de la victoire 35 à 13 des Eagles contre les Steelers de Pittsburgh, réussissant une passe (sur deux tentées) pour un gain de 23 yards. Minshew joue à la fin du match de la 13e semaine contre les Titans, réussissant une passe (sur deux tentées) pour un gain de 11 yards,  Philadelphie remportant le match 35 à 10. Après une entorse à l'épaule droite subie par Hurts lors du match de la 15e semaine contre les Bears, Minshew est désigné titulaire pour le match de la veille de Noël contre les Cowboys,. Il termine le match avec un gain de 355 yards et deux touchdowns à la passe malgré deux interceptions mais ne peut éviter la défaite 34 à 40. Titulaire pour le match suivant perdu 10 à 20 contre les Saints, Minshew gagne un total de 274 yards et inscrit un touchdown à la passe, mais sa seule passe interceptée est retournée en touchdown par le cornerback des Saints, Marshon Lattimore, lors du quatrième quart-temps.

#### Colts d'Indianapolis (2023)
Le 17 mars 2023, Minshew signe un contrat d'un an d'un montant de 3,5 millions de dollars avec les Colts d'Indianapolis pouvant monter à 5,5 millions en fonction de bonus,.
Le 24 septembre Minshew est désigné titulaire à la suite de l'indisponibilité d'Anthony Richardson victime d'une commotion. Il remporte le match 22 à 19 en prolongation, réussissant 27 des 44 passes tentées pour un gain de 227 yards et un touchdown,,.
Minshew est de nouveau titularisé, Richardson souffrant d'une entorse de l'articulation acromio-claviculaire occasionnée en 5e semaine contre les Titans du Tennessee ce qui a mis fin à sa saison. En 13 matchs joués, Minshew gagne 3 305 yards (record en carrière) et inscrit 15 touchdowns à la passe malgré neuf interceptions. En tant que titulaire, il affiche un bilan de 7 victoires pour 6 défaites. Les Colts terminent avec un bilan de 9-8 et ne sont pas qualifiés de justesse pour la série éliminatoire. Il est sélectionné pour la première fois de sa carrière au Pro Bowl en tant que réserviste.

#### Raiders de Las Vegas
Minshew signe un contrat de deux ans avec les Raiders de Las Vegas le 14 mars 2024.
Il est désigné quarterback titulaire de l'équipe le 18 août. En deuxième semaine, Minshew mène les Raiders à une victoire surprise en déplacement chez les Ravens, réalisant trois drive victorieux lors du quatrième quart temps pour combler un déficit de 10 points. En cinq matchs, Minshew a réussi 70,7 % de ses passes pour un gain de 1 014 yards et quatre touchdowns, mais a également concédé cinq interceptions, dont un pick-six de 100 yards lors de la défaite en cinquième semaine contre les Broncos. Les Raiders affichant un bilan négatif provisoire de 2-3, Minshew est remplacé par Aidan O'Connell (en) le 9 octobre. En septième semaine contre les Rams, Minshew remplace O'Connell, blessé au cours de la première mi-temps. Il commet quatre turnovers et les Raiders perdent le match 15 à 20. En 11e semaine, lors d'une défaite 19 à 29 contre les Broncos, Minshew subit une fracture de la clavicule à la suite d'un plaquage de Cody Barton (en), son épaule gauche percutant le gazon. Cette blessure met fin à sa saison.
Minshew est libéré par les Raiders le 12 mars 2025.

#### Chiefs de Kansas City
Le 17 mars 2025, Minshew signe un contrat d'un an avec les Chiefs de Kansas City.

## Statistiques

### Universitaires
| Année          | Équipe           | Statut         | MJ |         | Passes   | Passes | Passes | Passes | Passes | Passes | Passes  |       | Courses | Courses | Courses | Courses |
| Année          | Équipe           | Statut         | MJ | Tentées | Réussies | Pct.   | Yards  | TD     | Int.   | Éval.  | Tentées | Yards | Moy.    | TD      |         |         |
| 2016           | East Carolina    | So             | 07 | 0 202   | 119      | 58,9   | 1 347  | 08     | 4      | 124    | 20      | - 36  | -1,8    | 0       |         |         |
| 2017           | East Carolina    | Jr.            | 10 | 0 304   | 174      | 57,2   | 2 140  | 16     | 7      | 129,1  | 18      | - 40  | -2,2    | 0       |         |         |
| 2018           | Washington State | Sr.            | 13 | 0 662   | 468      | 70,7   | 4 779  | 38     | 9      | 147,9  | 58      | 119   | 2,1     | 4       |         |         |
| Totaux en NCAA | Totaux en NCAA   | Totaux en NCAA | 24 | 1168    | 761      | 65,2   | 8 266  | 62     | 20     | 138,7  | 96      | 43    | 0,4     | 4       |         |         |

### Professionnelles
| Année          | Équipe                  | MJ |                | Passes         | Passes         | Passes         | Passes         | Passes         | Passes         | Passes         |                | Courses        | Courses        | Courses | Courses |     | Sacks  | Sacks |  | Fumbles | Fumbles |
| Année          | Équipe                  | MJ | Tentées        | Réussies       | Pct.           | Yards          | TD             | Int.           | Éval.          | Tentées        | Yards          | Moy.           | TD             | Nb.     | Yards   | Nb. | Perdus |       |  |         |         |
| 2019           | Jaguars de Jacksonville | 14 | 0 470          | 285            | 60,6           | 3 271          | 21             | 06             | 091,2          | 67             | 344            | 5,1            | 0              | 33      | 184     | 13  | 7      |       |  |         |         |
| 2020           | Jaguars de Jacksonville | 09 | 0 327          | 216            | 66,1           | 2 259          | 16             | 05             | 095,9          | 29             | 153            | 5,3            | 1              | 27      | 147     | 5   | 4      |       |  |         |         |
| 2021           | Eagles de Philadelphie  | 04 | 0 60           | 041            | 68,3           | 0 439          | 04             | 01             | 104,8          | 09             | 021            | 2,3            | 0              | 5       | 31      | 1   | 0      |       |  |         |         |
| 2022           | Eagles de Philadelphie  | 05 | 0 76           | 044            | 57,9           | 0 663          | 03             | 03             | 083,4          | 07             | 03             | 0,4            | 1              | 6       | 28      | 4   | 1      |       |  |         |         |
| 2023           | Colts d'Indianapolis    | 17 | 0 490          | 305            | 62,2           | 3 305          | 15             | 09             | 084,6          | 34             | 100            | 2,9            | 3              | 34      | 187     | 8   | 5      |       |  |         |         |
| 2024           | Raiders de Las Vegas    | 10 | 0 306          | 203            | 66,3           | 2 013          | 09             | 10             | 081,0          | 19             | 058            | 3,1            | 0              | 29      | 164     | 6   | 4      |       |  |         |         |
| 2025           | Chiefs de Kansas City   | ?  | Saison à venir | Saison à venir | Saison à venir | Saison à venir | Saison à venir | Saison à venir | Saison à venir | Saison à venir | Saison à venir | Saison à venir | Saison à venir | ?       | ?       | ?   | ?      |       |  |         |         |
| Totaux NFL     | Totaux NFL              | 59 | 1 729          | 1094           | 63,3           | 11 950         | 68             | 34             | 88,5           | 165            | 679            | 4,1            | 5              | 134     | 741     | 37  | 21     |       |  |         |         |
| Totaux Jaguars | Totaux Jaguars          | 23 | 0 797          | 501            | 62,9           | 5 530          | 37             | 11             | 93,1           | 096            | 497            | 5,2            | 1              | 60      | 331     | 18  | 11     |       |  |         |         |
| Totaux Eagles  | Totaux Eagles           | 09 | 0 136          | 085            | 62,5           | 1 102          | 07             | 04             | 92,8           | 016            | 024            | 1,5            | 1              | 11      | 059     | 05  | 01     |       |  |         |         |